# Alberto Radi
Alberto Radi (Triëst, 10 december 1919 - 13 juli 1989) was een Italiaans roeier. Radi maakte zijn Olympische debuut tijdens de Olympische Zomerspelen 1948 en won toen de zilveren medaille in de twee-met-stuurman samen met Giovanni Steffè en Aldo Tarlao als stuurman.

## Resultaten
- Olympische Zomerspelen 1948 in Londen  in de twee-met-stuurman